# Nazionale maschile di pallacanestro della Comunità degli Stati Indipendenti
La nazionale maschile di pallacanestro della Comunità degli Stati Indipendenti è stata una selezione di giocatori di pallacanestro nata nel 1992 in rappresentanza della Comunità degli Stati Indipendenti a seguito della dissoluzione dell'Unione Sovietica.
È stata allenata da Jurij Selichov.

## Storia
Si è formata per far parte della Squadra Unificata ai Giochi della XXV Olimpiade di Barcellona, dove ha ottenuto un quarto posto.

La squadra consisteva di atleti di tutte le ex-repubbliche sovietiche, ad eccezione dei Paesi Baltici e della Georgia, che non entrò nella CSI fino al 1993.

Un'esperienza simile si era avuta dal 1956 al 1964 per le squadre della Germania Est e Germania Ovest che parteciparono come Squadra Unificata Tedesca.

## Risultati

### Qualificazione Olimpica
| Data           | Luogo     | Avversaria     | Pf - Ps  |
| -------------- | --------- | -------------- | -------- |
| 22 giugno 1992 | Badalona  | Ungheria       | 120 - 57 |
| 23 giugno 1992 | Badalona  | Estonia        | 92 - 71  |
| 24 giugno 1992 | Badalona  | Gran Bretagna  | 109 - 73 |
| 25 giugno 1992 | Badalona  | Paesi Bassi    | 96 - 103 |
| 26 giugno 1992 | Badalona  | Lituania       | 79 - 116 |
| 29 giugno 1992 | Saragozza | Cecoslovacchia | 88 - 60  |
| 30 giugno 1992 | Saragozza | Croazia        | 81 - 85  |
| 1 luglio 1992  | Saragozza | Italia         | 83 - 75  |
| 3 luglio 1992  | Saragozza | Israele        | 101 - 85 |
| 4 luglio 1992  | Saragozza | Germania       | 83 - 68  |
| 5 luglio 1992  | Saragozza | Slovenia       | 84 - 82  |

### Olimpiade
- Olimpiade 1992 - 4°

## Formazione
Pallacanestro ai Giochi della XXV Olimpiade - Torneo maschile4 Vētra, 5 Bazarevič, 6 Miglinieks, 7 Gorin, 8 Panov, 9 Tichonenko, 10 Berežnyj, 11 Nosov, 12 Sucharev, 13 Qadaşev, 14 Volkov, 15 Belostennyj,        All. Jurij Selichov

## Nazionali giovanili
- Selezioni giovanili della nazionale di pallacanestro della Comunità degli Stati Indipendenti